# Władysław Strumski

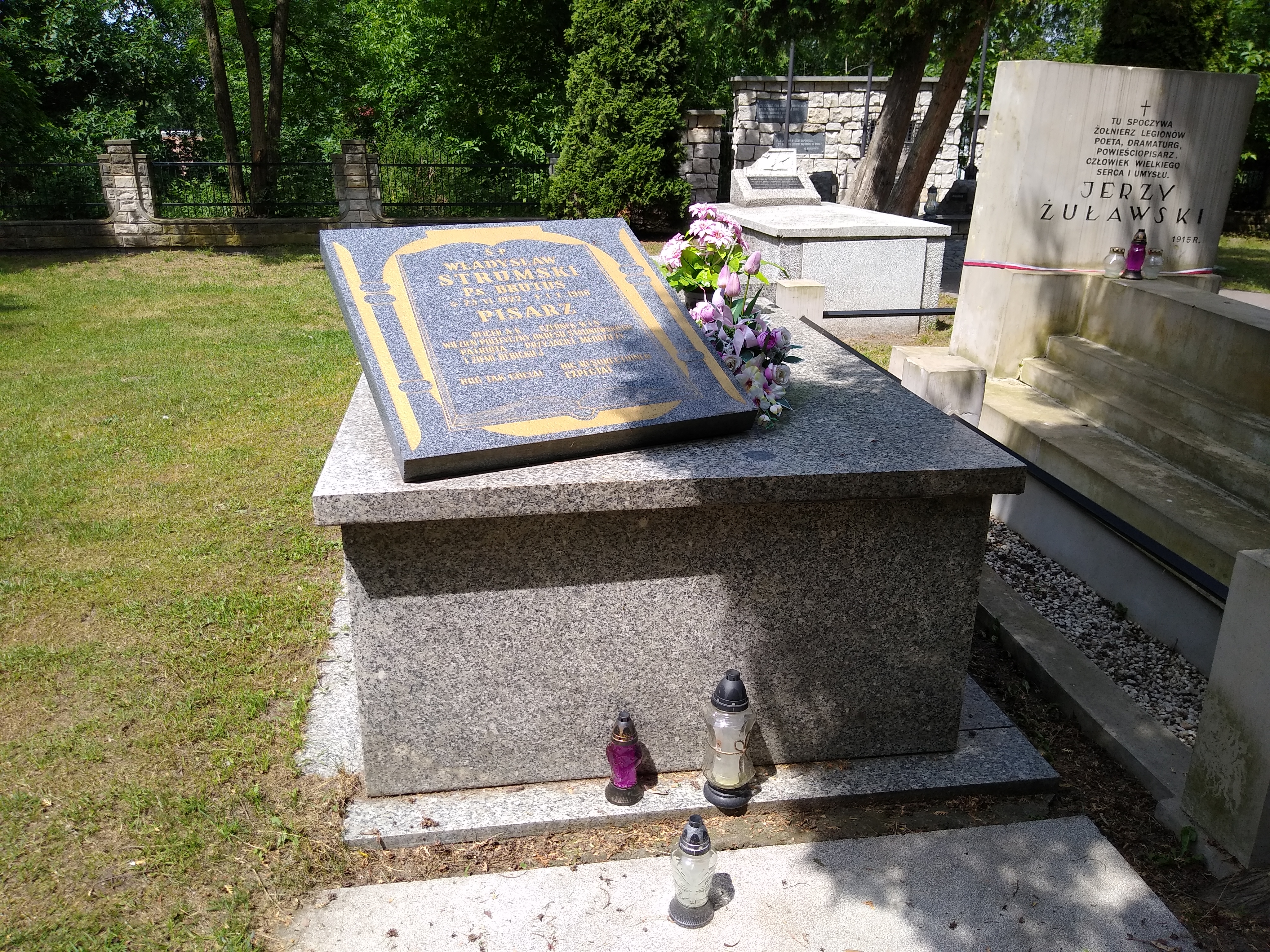
Grób Władysława Strumskiego na cmentarzu wojskowym w Dębicy (2024)

Władysław Strumski (ur. 23 czerwca 1922 w Przybyszówce, zm. 1 października 1990 w Rzeszowie) – żołnierz AK, działacz NIE, DSZ, WiN, pisarz, publicysta.

## Życiorys
W 1939 r. zorganizował konspiracyjną drużynę złożoną z kolegów szkolnych do przyszłej walki z Niemcami. W 1940 r. został zaprzysiężony do ZWZ-AK. Jego pseudonim wojenny to „Brutus”. W 1943 r. przybył do Dębicy, gdzie pełnił funkcję dowódcy bojówki dyspozycyjnej. Był jednym z wielu działaczy w tym regionie. Brał udział w wielu akcjach, z których największa to Akcja „Burza” na polanie Kałużówka w poddębickim lesie, w której partyzanci odparli atak potężnych sił niemieckich. W 1946 r. ożenił się z Zofią Pytel, miał trzech synów: Andrzeja, Józefa i Ryszarda. Po wojnie został aresztowany w wyniku prowokacji. Z więzienia wyszedł po 7 latach w 1955 r. Inwigilowany przez bezpiekę aż do 1989 r.
Napisał kilkanaście książek, m.in. „Dziesiątka w akcji” czy „Wojenne losy uczniów”. Działał w Towarzystwie Przyjaciół Ziemi Dębickiej. Dwukrotnie odznaczony Krzyżem Walecznych, Krzyżem Kawalerskim Orderu Odrodzenia Polski, Krzyżem Partyzanckim, Krzyżem Armii Krajowej i pięciokrotnie Medalem Wojska Polskiego. Zmarł 1 października 1990 r.
Jest patronem jednej z ulic w Dębicy. Począwszy od roku 1998 rzeszowski oddział Związku Literatów Polskich wraz ze „Złotymi Piórami” przyznaje Nagrody za Najlepszy Debiut Podkarpacia im. Władysława „Brutusa” i Andrzeja Strumskich.

## Twórczość

### Książki okupacyjno-wojenne
- - Dziesiątka w akcji
  - Wojenne losy uczniów

### Powieści historyczne
- - Wilczaki (1977)
  - Kosy przeci kiścieniom (1980)
  - Antyczni bracia (1981)
  - Synowie rycerza ze Zwodowa (1984)
  - Tyran (1984)
  - Śladami Grunwaldu (1985)
  - Kasztelanka z Będlewa. Powieść historyczna z lat 1284-1288 (1987)
  - Narodziny Polski (1988)
  - Maciej z Głodomanka (1989)
  - Pogromca Półksiężyca (1989)
  - Miraż korony. Powieść historyczna z lat 1288-1290 (1990)

## Ordery i odznaczenia
- Krzyż Kawalerski Orderu Odrodzenia Polski
- Krzyż Walecznych – dwukrotnie
- Medal Wojska  - pięciokrotnie
- Krzyż Partyzancki
- Krzyż Armii Krajowej